# Nora Helmer
Nora Helmer ist ein deutscher Fernsehfilm von Rainer Werner Fassbinder aus dem Jahr 1973. Der Film basiert auf dem Theaterstück Nora oder Ein Puppenheim von Henrik Ibsen.

## Handlung
Die junge Nora Helmer leiht sich von dem zwielichtigen Krogstad Geld, um für ihren schwer erkrankten Mann zu sorgen. Dafür fälscht sie die Unterschrift ihres Vaters. Als Torvald Direktor einer Bank wird, an der Krogstad jetzt angestellt ist, möchte er Krogstad wegen dessen Vergangenheit entlassen. Daraufhin erpresst Krogstad Nora, indem er ihr droht, ihre Fälschung preiszugeben. Noras versucht ihren Mann umzustimmen, jedoch möchte er nichts davon wissen. Als ihr Mann durch einen Brief Krogstads die Wahrheit erfährt, will er seine Frau verstoßen, weil er befürchtet, dass seine Karriere nun gefährdet ist. Torvald erhält später einen zweiten Brief von Krogstads, in dem er diesen mitteilt, dass er auf die Enthüllung verzichtet, veranlasst Torvald, seiner Frau zu verzeihen. Nora aber akzeptiert die Entschuldigung ihres Mannes nicht. Sie verlässt ihn, weil dieser die Motive ihres Handelns nicht verstanden hat.

## Kritik
„Fassbinders Fernseh-Inszenierung des Ibsen-Dramas versäumt es, die emotionale und gesellschaftliche Sprengkraft des Stücks zu vermitteln. Den Figuren scheint jede Individualität zu fehlen, die Dialoge bleiben leblos. Auch der allmähliche Emanzipationsprozeß der Hauptfigur wird nicht deutlich, weil deren Eigenständigkeit schon zu Beginn der Handlung zu stark betont wird. Ein schwächeres Werk des Regisseurs.“